# فولتا كاتالونيا 1920
فولتا كاتالونيا 1920 (بالإسبانية: Volta a Cataluña 1920)‏ هو سباق دراجات هوائية، وهو الموسم رقم 4 من السباق، وأقيم خلال الفترة 24 سبتمبر 1920، وحتى 26 سبتمبر 1920.
فاز فيه بالمركز الأول  José Pelletier ‏، وبالمركز الثاني  José Nat ‏، وبالمركز الثالث  Jaime Janer ‏.

## الفائزون
| الترتيب | الفائز          |
| ------- | --------------- |
| الفائز  | José Pelletier ‏ |
| الثاني  | José Nat ‏       |
| الثالث  | Jaume Janer ‏    |